# Јегвард
Јегвард (јерм. Եղվարդ) је град у Јерменији. По подацима из 2015. у граду је живело 11.900 становника.